# Crepidodera nitidula
Crepidodera nitidula es un coleóptero de la familia Chrysomelidae. Fue descrita científicamente en 1758 por Carolus Linnaeus.